# ジョン・ディーフェンベーカー
ジョン・ジョージ・ディーフェンベーカー（英語：John George Diefenbaker、フランス語：John George Diefenbaker、1895年9月18日 - 1979年8月16日）は、カナダの政治家。第18代首相（在任：1957年6月21日 - 1963年4月22日）。

## 人物
1895年9月18日にオンタリオ州ニュースタット（Neustadt）に誕生する。ドイツ系である。1910年に教師であった父親が既に赴任していたサスカチュワン州（当時はノースウェスト準州）サスカトゥーンへ移住し、サスカチュワン大学を卒業する。1940年に庶民院議員にサスカチュワン保守党から初当選する。保守党は1942年より進歩保守党となり創設時から所属する。1956年には進歩保守党の党首となり、その後11年間党首を務める。1957年に総選挙で初勝利して首相に就任する。カナダ初の女性閣僚を任命し、またカナダ初の先住民出身の元老院議員を任命した。
6年間の首相としての任期中に権利章典を採択し、イヌイットや先住民の市民に選挙権を与えた。外交では南アフリカのアパルトヘイト政策に反対してイギリス連邦からの脱退を促したが、アメリカ合衆国からボマーク・ミサイルを導入すべきかどうかの議論で立場を明確にせず、結果として退陣に追い込まれた。結果的にディーフェンベーカーはアブロ・アロー計画中断の立役者として記憶されることとなった。1999年にサスカトゥーンの空港が彼にちなんでサスカトゥーン・ジョン・G・ディーフェンベーカー国際空港と改名した。

## アメリカ合衆国との関係
首相在任中はケネディ政権のアメリカ合衆国との外交関係が停滞した。1961年2月にディーフェンベーカーのワシントンD.C.訪問時の記者会見で、ケネディ大統領は首相の名前を呼び間違うなどカナダ軽視の姿勢が見られたが、ディーフェンベーカーはケネディ大統領にオタワ訪問を要請した。しかしケネディ大統領はオタワ空港で再び首相の名前を間違い、既に首相が反対表明したカナダでの核兵器配備やカナダの米州機構加盟について国会演説で迫り、また首相を批判した内容の手書きメモを会談後に誤って残すなどし、公式晩餐会ではディーフェンベーカー首相より野党のピアソンと会話をした。
1962年のキューバ危機の際もケネディはディーフェンベーカーに直接事前連絡すること無く、単にテレビ演説の2時間前に元大使を派遣して通告しただけだったため、ディーフェンベーカーは立腹してアメリカとキューバに中立国として介入という姿勢を公表した。アメリカ政府はこれをアメリカに対する支援拒否であり、ケネディに対する不信表明と受け取った。アメリカ政府がデフコン3に移行しても、ディーフェンベーカーはカナダ軍に対して同レベルの準備体制への移行指令を速やかに発令せず、結局この件ではカナダ国民・報道機関からもディーフェンベーカーは批判されることになった。
結果的にNATO軍の一部としてカナダでの核ミサイル配備受け入れ拒否の面で内閣内部での意見対立に発展し、野党からの批判の的にもなった。このときアメリカ政府が「ディーフェンベーカーが国会演説で過ちを犯した」旨の公式発表を行い、カナダは抗議として史上初めてアメリカに対する大使召還を行った。ディーフェンベーカーは「カナダはアメリカ政府に屈するべきか」を国民に問うべきとし、内閣を解散して総選挙を告示した。ケネディ政権は公式的には中立を維持したが、実際にはピアソンの野党自由党を支援し、内閣内でも半数の閣僚しかディーフェンベーカーを支持せず、結果として自由党に敗北して退陣することとなった。